# Fort pancerny pomocniczy 53a „Winnica”
Fort 53a Winnica – jeden z fortów Twierdzy Kraków. Powstał w latach 1898–1899. Obok Fortu 38 Skała jedyny, w obrębie Twierdzy Kraków, fort typu górskiego. W czasie I wojny światowej na jego przedpolach wybudowano system kawern i okopów.
Obiekt jest jednym z niewielu fortów, w których zachowały się wieże pancerne. Został wpisany do rejestru zabytków. Znajduje się na wzniesieniu Winnica (234 m n.p.m.), ok. 300 m na zachód od ul. Winnickiej w Krakowie. Na forcie prowadzone są obecnie prace porządkowe i remontowe.
2 marca 1989 fort został wpisany do rejestru zabytków.

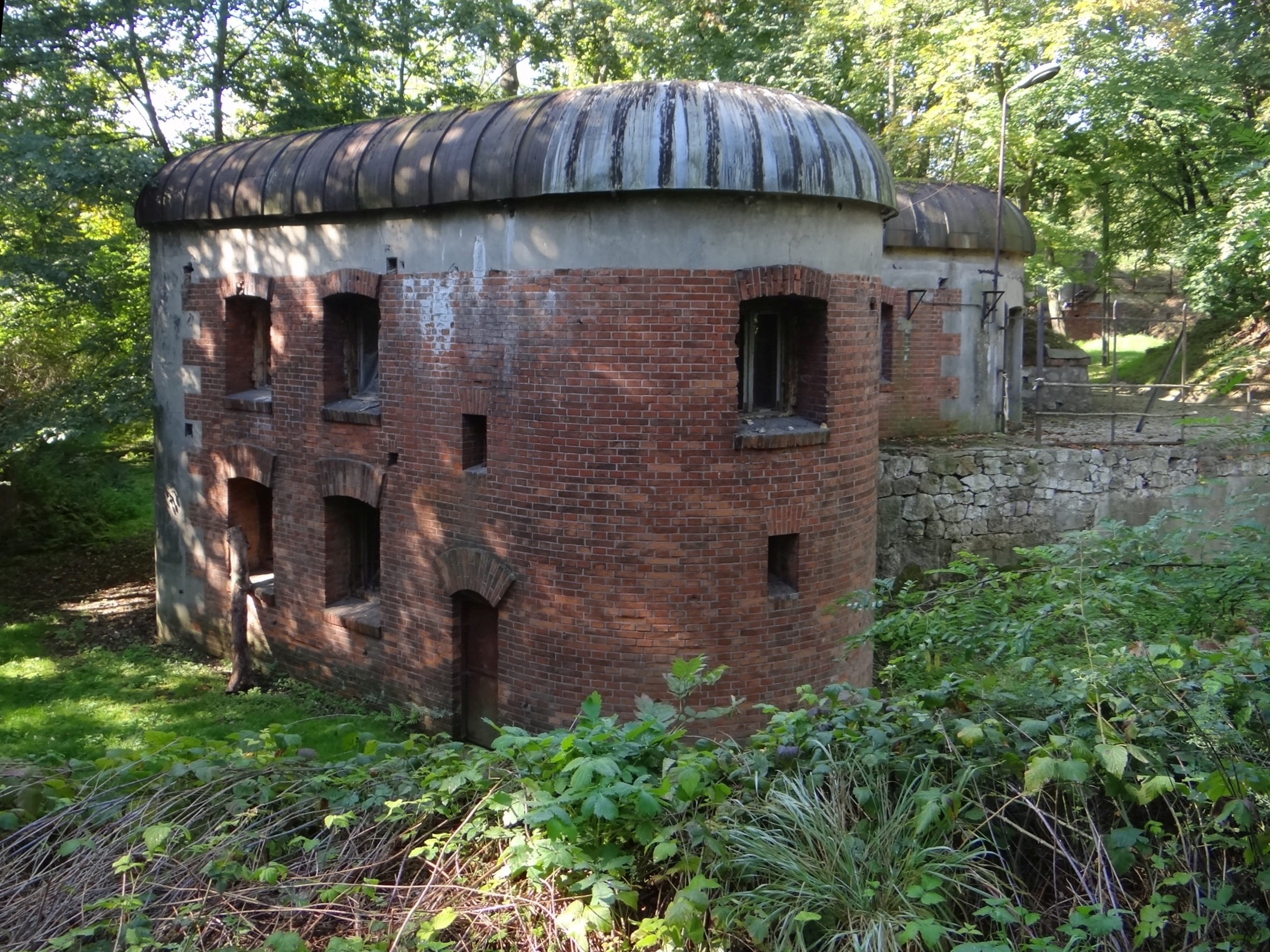
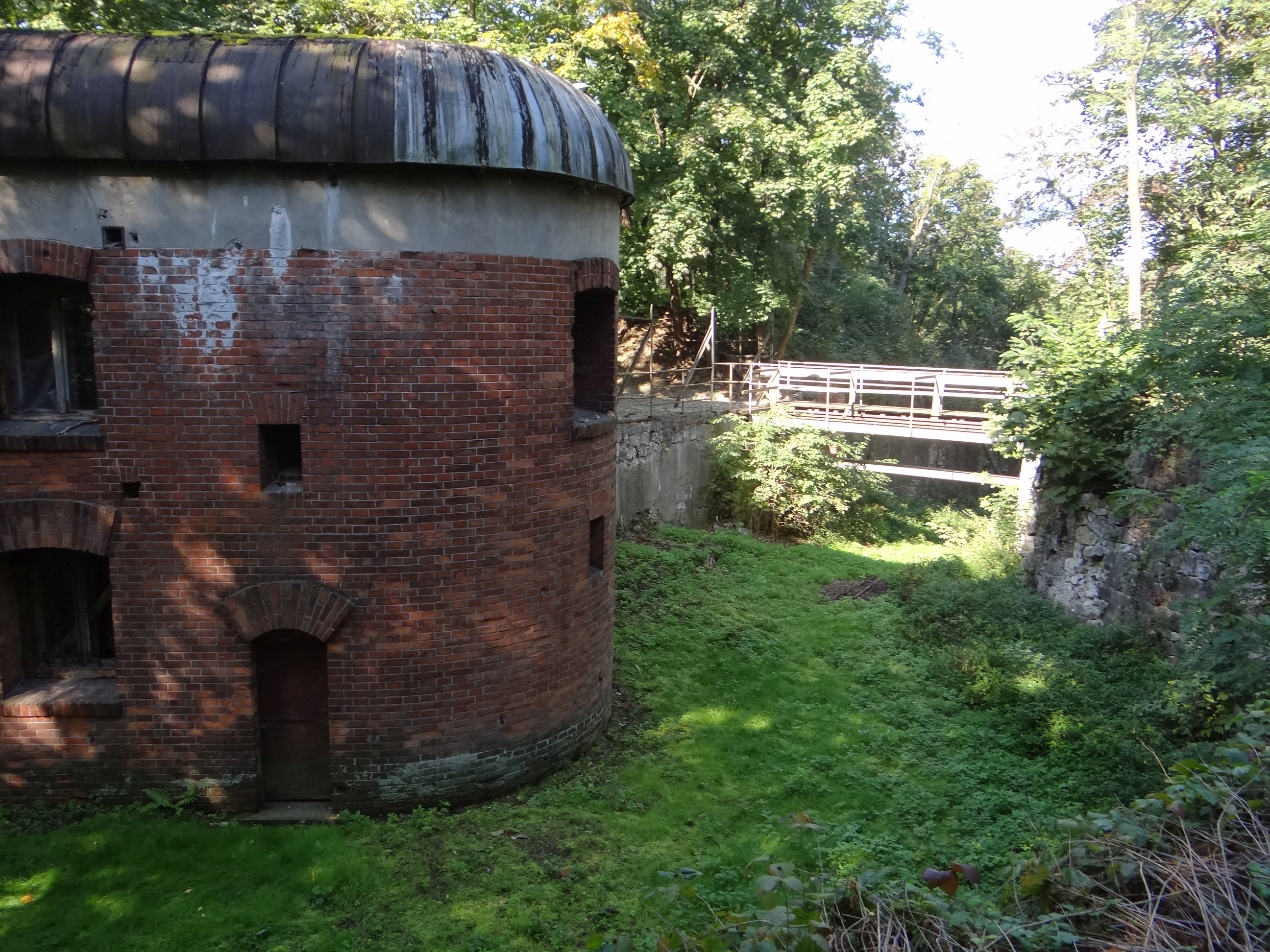
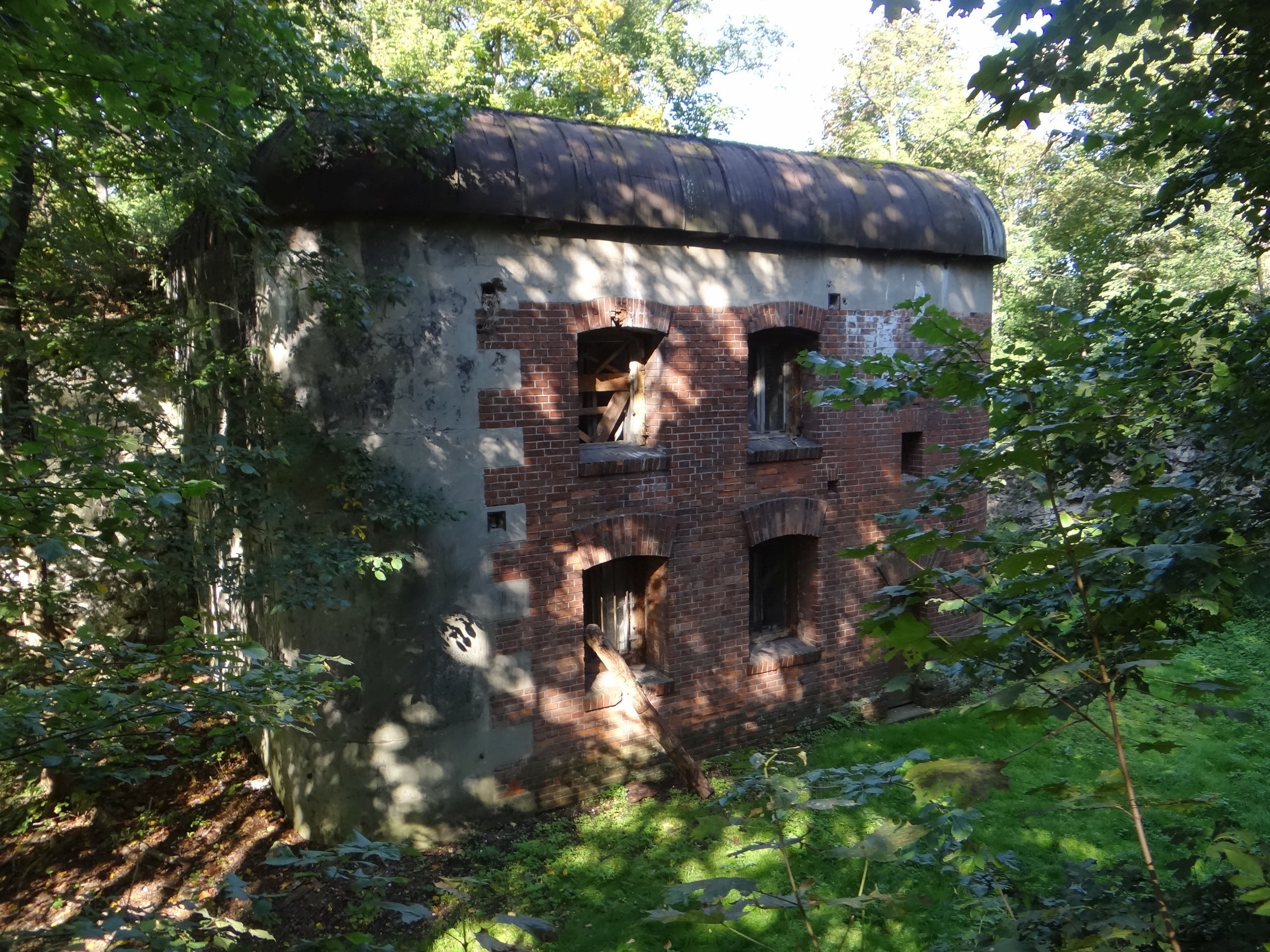
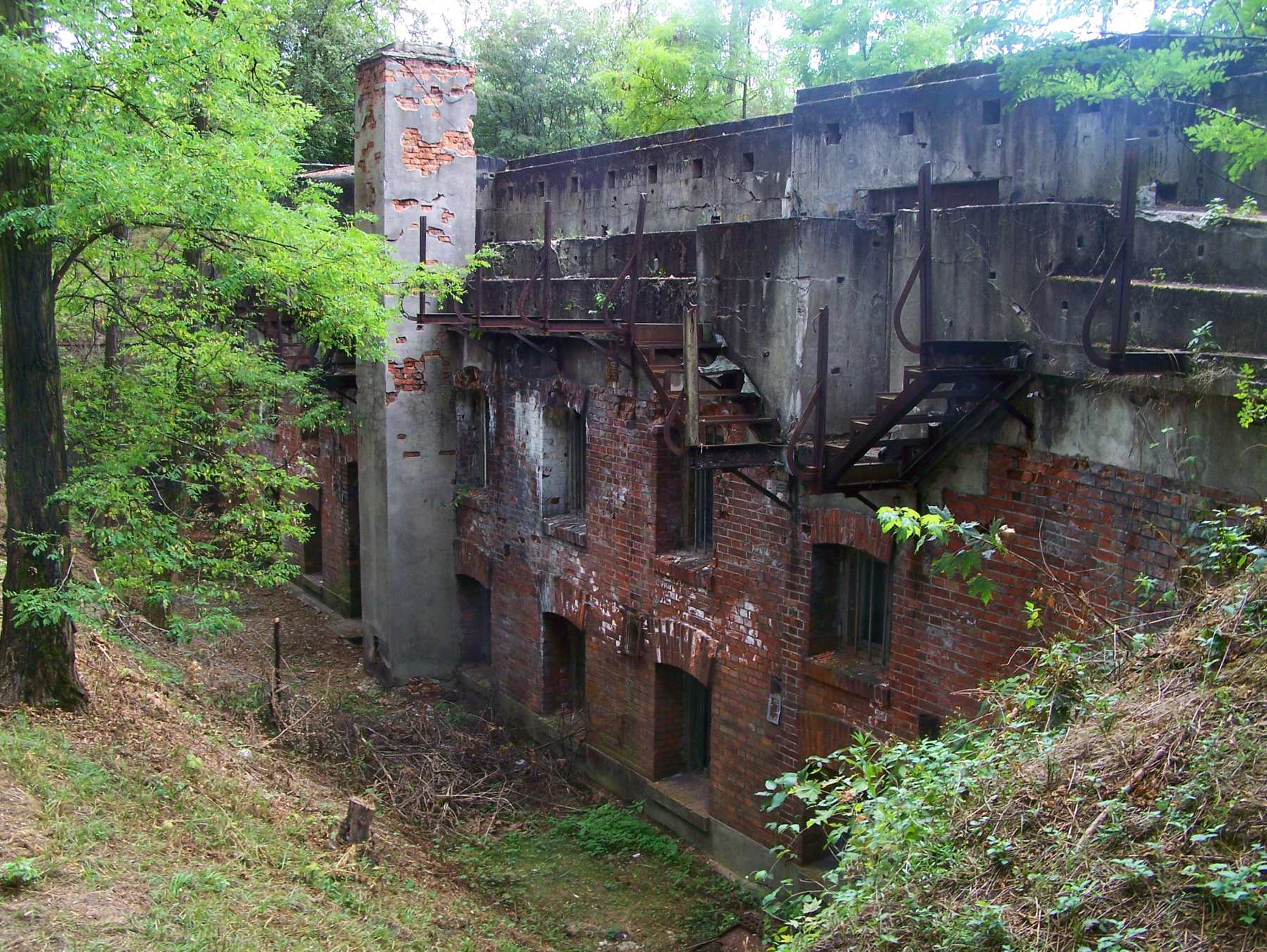
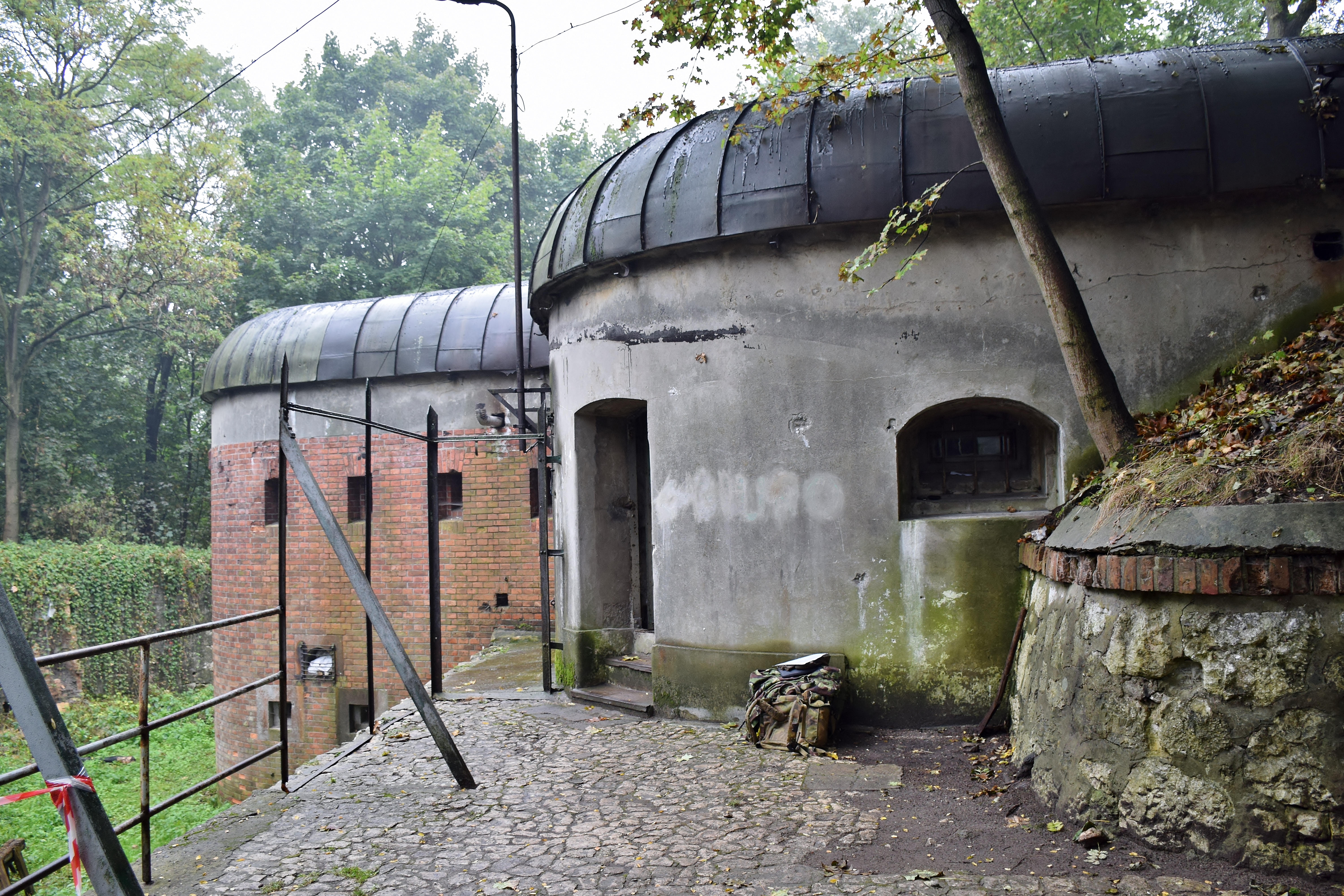
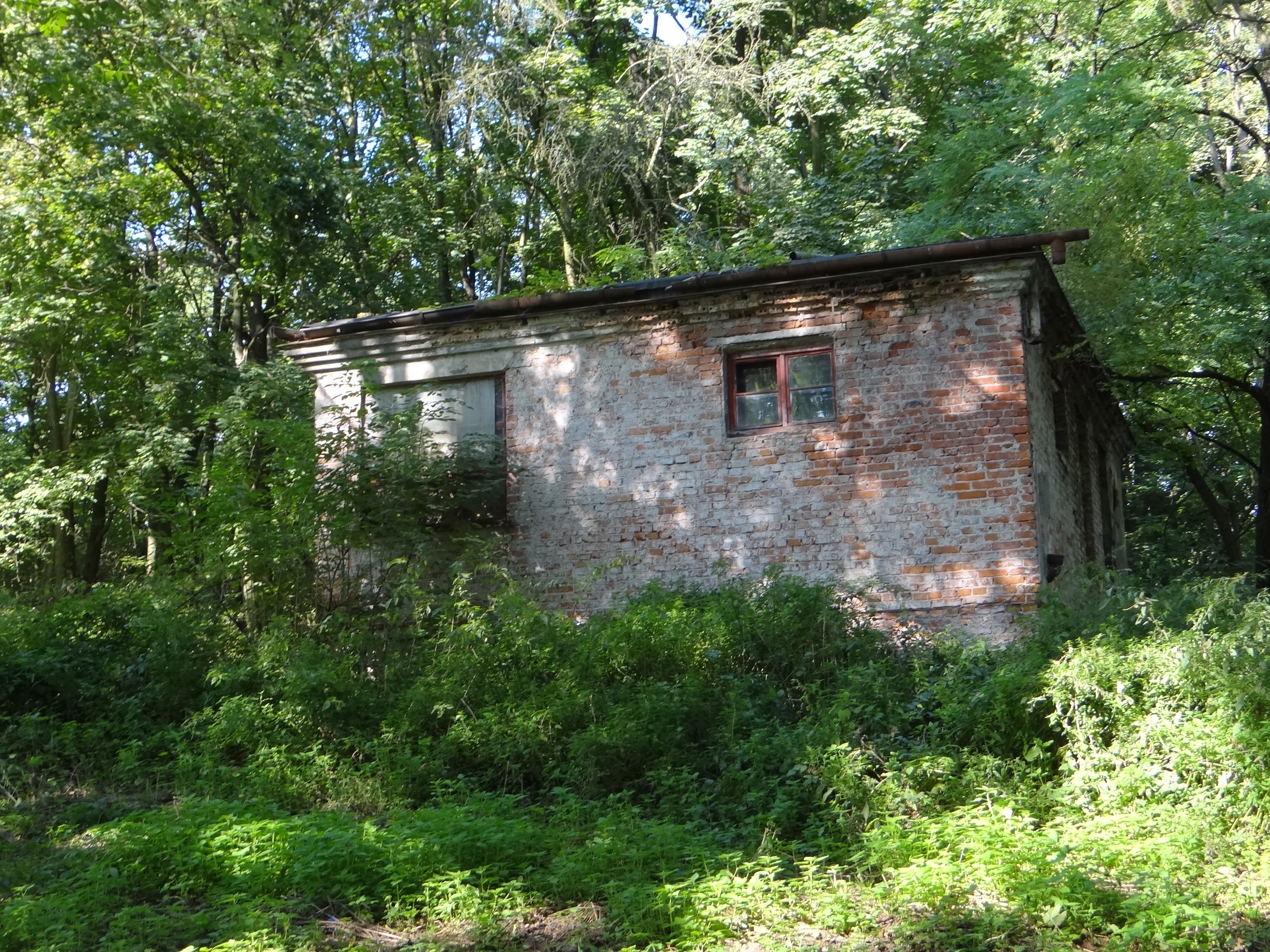